# Hypericum caesariense
Hypericum caesariense är en johannesörtsväxtart som beskrevs av George Claridge Druce och N.Robson. Hypericum caesariense ingår i släktet johannesörter, och familjen johannesörtsväxter. Inga underarter finns listade i Catalogue of Life.